# Indianapolis 500 in 1920
De 8e Indianapolis 500 werd gereden op maandag 31 mei 1920 op de Indianapolis Motor Speedway. Frans-Zwitsers en tot Amerikaan geneutraliseerde coureur Gaston Chevrolet won de race.

## Startgrid
| Rij | Binnen          | Mid-links      | Mid-rechts       | Buiten          |
| --- | --------------- | -------------- | ---------------- | --------------- |
| 1   | Pace car        | Ralph DePalma  | Joe Boyer        | Louis Chevrolet |
| 2   | Jean Chassagne  | Art Klein      | Gaston Chevrolet | Roscoe Sarles   |
| 3   | Bennet Hill     | Eddie Hearne   | Ray Howard       | Tommy Milton    |
| 4   | Eddie O'Donnell | Willie Haupt   | John Boling      | Jimmy Murphy    |
| 5   | André Boillot   | Pete Henderson | René Thomas      | Joe Thomas      |
| 6   | Howdy Wilcox    | Jules Goux     | Jean Porporato   | Ralph Mulford   |

## Race
| #                                  | Coureur          | Auto               | Ronden | Opgave      |
| ---------------------------------- | ---------------- | ------------------ | ------ | ----------- |
| 1                                  | Gaston Chevrolet | Frontenac          | 200    |             |
| 2                                  | René Thomas      | Ballot             | 200    |             |
| 3                                  | Tommy Milton     | Duesenberg         | 200    |             |
| 4                                  | Jimmy Murphy     | Duesenberg         | 200    |             |
| 5                                  | Ralph DePalma    | Ballot             | 200    |             |
| 6                                  | Eddie Hearne     | Duesenberg         | 200    |             |
| 7                                  | Jean Chassagne   | Ballot             | 200    |             |
| 8                                  | Joe Thomas       | Frontenac          | 200    |             |
| 9                                  | Ralph Mulford    | Mulford-Duesenberg | 200    |             |
| 10                                 | Pete Henderson   | Duesenberg         | 200    |             |
| 11                                 | John Boling      | Brett              | 199    |             |
| 12                                 | Joe Boyer        | Frontenac          | 192    | Ongeval     |
| 13                                 | Ray Howard       | Peugeot            | 150    | Mechanisch  |
| 14                                 | Eddie O'Donnell  | Duesenberg         | 149    | Mechanisch  |
| 15                                 | Jules Goux       | Peugeot            | 148    | Mechanisch  |
| 16                                 | Willie Haupt     | Duesenberg         | 146    | Mechanisch  |
| 17                                 | Bennett Hill     | Frontenac          | 115    | Ongeval     |
| 18                                 | Louis Chevrolet  | Frontenac          | 94     | Mechanisch  |
| 19                                 | Howdy Wilcox     | Peugeot            | 65     | Mechanisch  |
| 20                                 | Roscoe Sarles    | Frontenac          | 58     | Ongeval     |
| 21                                 | Art Klein        | Frontenac          | 40     | Ongeval     |
| 22                                 | Jean Porporato   | Gregoire           | 23     | Uitgesloten |
| 23                                 | André Boillot    | Peugeot            | 16     | Mechanisch  |
| Gemiddelde snelheid : 142,617 km/h |                  |                    |        |             |